# Maleinos
Maleinos (en griego: Μαλεΐνος) fue el apellido de una familia bizantina, atestiguada desde el siglo IX. Los miembros de la familia fueron parte de la poderosa aristocracia anatolia en el siglo X (los dynatoi) y muchos fueron generales del ejército bizantino. Su riqueza y poder los convirtieron en el objetivo del emperador bizantino Basilio II (r. 976–1025), causando su declive. A pesar de ello sus miembros todavía se atestiguan en Anatolia y los Balcanes durante los siglos XI y XII.

## Historia y miembros
La familia, de origen griego, aparece por primera vez en la segunda mitad del siglo IX. Se ha sugerido que el apellido deriva de Malagina en Bitinia, aunque sus principales propiedades y base de poder estuvieron en el tema de Carsiano en Capadocia, que es a menudo considerada su patria.
El primer miembro conocido de la familia fue el general Nicéforo Maleinos, de quien solo se sabe que en 866 reprimió la revuelta del logothetes tou dromou Symbatios, un pariente del recientemente asesinado César Bardas. El patrikios y general Eustacio Maleinos, es mencionado más tarde ese mismo siglo, probablemente siendo un hermano o hijo de Nicéforo. El hijo de Eustacio, Eudocimos, se casó con la hija de un patrikios llamado Adralestos, relacionado por matrimonio con el emperador Romano I (r. 920–944).
Eudocimos tuvo siete hijos, siendo los más famosos Constantino y Miguel Maleinos. Constantino fue un general y gobernador (strategos) del tema de Capadocia a mediados del siglo X. En tal función participó en varias campañas contra los árabes. Miguel fue monje desde temprana edad y tuvo gran fama como mentor de Atanasio de Athos y como consejero espiritual de sus sobrinos, los hermanos Nicéforo Focas (luego emperador, r. 963–969) y León Focas el Joven. Estos fueron hijos de una hermana de nombre no preservado, que se desposó con el general Bardas Focas el Viejo. León Maleinos, presumiblemente hijo de Nicéforo o Constantino Maleinos, participó en batallas contra los árabes en Siria y fue asesinado en 953.
Gracias a estas conexiones con el clan Focas, en auge en aquella época, los Maleinoi se establecieron como una de las principales casas nobles en Anatolia para la década de 950, con grandes riquezas. Según las fuentes árabes, una de sus propiedades se extendía sin interrupciones desde Claudiópolis en Bitinia al río Sangarios cubriendo 115 kilómetros cuadrados. El principal representante de la familia en el siglo X fue el hijo de Constantino, el magistros Eustacio Maleinos. Este fue general con Juan I Tzimisces (r. 969–976) y durante los años tempranos del reinado de Basilio II participó en la rebelión aristocrática de 987 de Bardas Focas el Joven. Después de la muerte de Focas en 989, Maleinos no fue severamente castigado sino confinado en sus propiedades. Después de unos cuantos años, el emperador Basilio II le recluyó en Constantinopla, confiscando su riqueza después de la muerte de Eustacio.
Los Maleinoi nunca recuperaron su poder previo tras este golpe. Algunos miembros de la familia todavía aparecen atestiguados en sellos de plomo de altos funcionarios (con títulos relativamente elevados como patrikios y proedros) o son mencionados en fuentes literarias o legales de los siglos XI y XII, que también documentan el establecimiento de una rama de la familia en Macedonia, probablemente debido a la conquista de Anatolia por los turcos selyúcidas. La naturaleza y escasez de estas referencias demuestran la pérdida de cualquier poder político del clan: tanto un Esteban Maleinos, terrateniente cerca de Tesalónica en 1084, como otro Maleinos, que se rebeló contra el emperador Andrónico I Comneno (r. 1183–1185) en 1185, son descritos por Nicetas Coniata como de nacimiento ni noble ni rico. La familia no es atestiguada en fuentes posteriores.
Una familia Maleinos también aparece mencionada en el Sur de Italia y particularmente en Calabria en la segunda mitad del siglo X, perdurando hasta el siglo XII. Constan como soldados, administradores o miembros de la iglesia. Su conexión, de existir, con el clan anatolio del mismo apellido es incierta.